# Gore
Gore — голландская инструментальная рок-группа, образованная в 1985 и распавшаяся в 1997 году. Хотя на их альбомах не было вокала, Gore все равно включал в них распечатанный лист с неиспетыми текстами песен, что неизменно давало тревожное представление о пессимистичном мировоззрении группы.
Gore играли авангардный хардкор-панк. Их музыка находилась под влиянием метала и индастриала и сочетала в себе самые мрачные и тяжёлые моменты Black Sabbath, Black Flag и Big Black. Они приобрели отличную репутацию на концертной сцене конца 80-х и получили преимущественно положительные отзывы. Тем не менее, они остались неизвестны широкой публике и так и не добились коммерческого успеха.
Сегодня GORE считается основополагающей и очень влиятельной группой. Их ранние работы стали новаторскими для нескольких поджанров, таких как сладж-метал, стоунер-рок и дроун-метал. Более поздние Gore считаются предшественниками мат-рока.

## История
Группа Gore из Венло, Голландия, образовалась в 1985 году, когда бывший гитарист Disgust Питер Де Сури и барабанщик Мартин Ван Клиф объединили усилия с бывшим басистом Pandemonium Дэнни Арнольдом Ломменом, создав таким образом одну из немногих влиятельных инструментальных групп 1980-х годов, чье наследие повлияет на будущих легенд андеграунда, таких как сладж-метал группа Melvins, нойз-рок группа The Jesus Lizard и — очевидно — на инструментальные коллективы, такие как Pelican и Explosions in the Sky. Начиная с невероятно лоу-файного, крастового и перегруженного обратной связью альбома Hart Gore 1986 года (на котором Ломмен перешел за барабаны с приходом нового басиста Роба Фрея), Gore отправились в турне, быстро сделав себе имя по всей Европе и даже за железным занавесом, наряду с другими «маргинальными» коллективами, такими как Swans, The Young Gods и Big Black. Второй альбом под названием Mean Man's Dream вышел в 1987 году, а подружившись с участниками Black Flag незадолго до этого, Gore выпустил сплит-альбом, объединив несколько их жестоких живых записей с Генри Роллинзом, начинавшим выступать в жанре устного слова.
К 1988 году репутация Gore угрожала перевернуть их карьеру с ног на голову, поскольку они стали постоянными участниками Peel Sessions и были приглашены выступить на семинаре New Music Seminar в Нью-Йорке в том же году, где они подписали новый контракт с Megadisc на выпуск двойного альбома Wrede/The Cruel Peace. Однако, пластинка, спродюсированная их другом Стивом Альбини, всё равно не достигла значительных продаж, и в сочетании с постоянно растущей напряжённостью внутри группы, вскоре привела к распаду Gore. В значительной степени дискредитированное «воссоединение» состоялось в 1991 году, когда Фрей воскресил имя Gore, а затем в одиночку сочинил и спродюсировал Lifelong Deadline 1992 года (ещё один двойной LP), а также Mest/694'3 1996 года. В следующем году также вышел ограниченный тираж промо-CD под названием Slow Death, но это, наконец, положило конец творчеству Gore, которое продолжилось во многих группах, вдохновленных им, и было отмечено переизданием в 2008 году первых двух альбомов с бонус-треками от Southern Lord Records.

## Дискография
Студийные альбомы
- Hart Gore (1986) Eksakt
- Mean Man's Dream (1987) Eksakt
- Wrede/The Cruel Peace (double) (1988) Megadisc
- Lifelong Deadline (1992) Armageddon
- Mest/694'3 (1996) Messback
- Revanche (2019) Exile on Mainstream

Концертные альбомы
- Live (1987) Eksakt (with Henry Rollins)

Мини-альбомы
- Gore & Henk: Voor Nu De Eeuwigheid (1996) Messback (with Henk Westbroek)

Сборники
- Out of Nowhere CD (1990) Out of Nowhere
- Mortar CD (1992) Permis de Construiere Deutschland
- In the Name of Rotten, Evil & Gore Cassette (1994) Messback
- Slow Death (1997) (6,000 copies issued free with Gonzo Circus magazine)
- Hart Gore & Mean Mans Dream CD (2008) Southern Lord